# Chronicon Martimiani
Chronicon Martimiani aneb Římská kronika, Kronika císařů a papežů je světová kronika dominikána Martina z Opavy, který ve 13. století působil u papežské kurie v Římě. Ve své době byla velmi populární.
Původní Martinova kronika byla několika doplňky rozšířena, do češtiny ji přeložil z německého překladu Beneš z Hořovic. Tento překlad byl vytištěn roku 1488 jako jedna z prvních českých tištěných knih.